# Whitakers
Whitakers is een plaats (town) in de Amerikaanse staat North Carolina, en valt bestuurlijk gezien onder Edgecombe County en Nash County.

## Demografie
Bij de volkstelling in 2000 werd het aantal inwoners vastgesteld op 799.
In 2006 is het aantal inwoners door het United States Census Bureau geschat op 776, een daling van 23 (-2,9%).

## Geografie
Volgens het United States Census Bureau beslaat de plaats een oppervlakte van
2,1 km², geheel bestaande uit land. Whitakers ligt op ongeveer 40 m boven zeeniveau.

## Plaatsen in de nabije omgeving
De onderstaande figuur toont nabijgelegen plaatsen in een straal van 20 km rond Whitakers.